# Tillandsia caloura
Tillandsia caloura är en gräsväxtart som beskrevs av Hermann August Theodor Harms. Tillandsia caloura ingår i släktet Tillandsia och familjen Bromeliaceae. Inga underarter finns listade i Catalogue of Life.